# Kommandobefehl
Mit dem Kommandobefehl erging am 18. Oktober 1942 die Weisung Adolf Hitlers, Angehörige alliierter Kommandotrupps (engl. Commandos) unverzüglich zu töten oder dem Sicherheitsdienst des Reichsführers SS (SD) zu übergeben. Der Befehl wurde von der Abteilung Wehrmachtführungsstab im Oberkommando der Wehrmacht (OKW) als Geheime Kommandosache ausgefertigt, von Hitler unterzeichnet und in zwölf Ausfertigungen an höchste Wehrmachtstellen verteilt.
Der Kommandobefehl stellte einen Verstoß gegen die Haager Landkriegsordnung und das Genfer Abkommen über die Behandlung der Kriegsgefangenen von 1929 dar und wurde im Nürnberger Prozess gegen die Hauptkriegsverbrecher vom Ankläger als Beweisstück für verübte Kriegsverbrechen angeführt.

## Inhalt
Einführend wird im Befehl angeführt, die Gegner bedienten sich in ihrer Kriegsführung Methoden, die „außerhalb der internationalen Abmachungen von Genf“ stünden. Die Angehörigen solcher Kommandoeinheiten würden sich teilweise aus freigelassenen Verbrechern rekrutieren. Es seien nun alliierte Befehle gefunden worden, in denen die Commandos angewiesen wurden, überwältigte Gegner grundsätzlich zu töten.
Daher solle von nun an mit Sabotagetrupps so verfahren werden, wie es bereits kurz zuvor im Zusatz des Wehrmachtberichts am 7. Oktober 1942 angekündigt wurde. Auch wenn es sich um uniformierte Soldaten, Fallschirmspringer oder Zerstörertrupps ohne Waffen handele, sollten diese im Kampf bis auf den letzten Mann niedergemacht und kein Pardon gewährt werden. Dem OKW sei Meldung zu machen.
Falls einzelne Angehörige derartiger Kommandos auf anderem Wege – beispielsweise durch die Polizei der besetzten Länder – in die Hand der Wehrmacht gelangten, so seien diese unverzüglich dem SD zu übergeben.
Nicht angewendet werden sollte diese Anordnung bei normalen Kampfhandlungen wie Großlandungsoperationen oder Großluftlandeunternehmen. Der von Hitler unterzeichnete Befehl endet mit den Worten: „Ich werde für die Nichtdurchführung dieses Befehls alle Kommandeure und Offiziere kriegsgerichtlich verantwortlich machen, die entweder ihre Pflicht der Belehrung der Truppe über diesen Befehl versäumt haben oder die in der Durchführung entgegen diesem Befehl handeln.“

## Zusatzbefehl mit Erläuterung
Unter dem Datum vom 19. Oktober 1942 wurde von Alfred Jodl „im Anschluss an den Erlass über die Vernichtung von Terror- und Sabotagetrupps“ ein „zusätzlicher Befehl des Führers“ in Umlauf gebracht, der „unter keinen Umständen in die Hand des Feindes fallen dürfe“.
Darin begründet Hitler, warum er „sich gezwungen gesehen“ habe, den scharfen Befehl zur Vernichtung feindlicher Sabotagetrupps zu erlassen und seine Nichtbefolgung unter schwere Strafe zu stellen. Der Partisanenkrieg im Osten könne eine schwere Krise auslösen; nun hätten England und Amerika sich – wenn auch unter anderen Bezeichnungen – auch zu einer solchen Kriegsführung entschlossen. Diese Art von Krieg sei für den Gegner gefahrlos, sofern er bei kampfloser Übergabe darauf setze, den Schutz der Genfer Konventionen für sich beanspruchen zu können. Nunmehr werde künftig im Wehrmachtbericht lakonisch mitgeteilt, dass der Sabotagetrupp gestellt und bis zum letzten Mann niedergemacht wurde.

## Weitere Auslegungen
Nach der Landung der Alliierten in der Normandie setzten diese zusätzlich uniformierte Fallschirmjäger und Störtrupps im Hinterland ab. Auf eine Anfrage des Oberbefehlshabers West antwortete das OKW am 25. Juni 1944, der Befehl des Führers über die Vernichtung von Terror- und Sabotagetrupps von 1942 bleibe aufrechterhalten: „Alle außerhalb des unmittelbaren Kampfgebietes angetroffenen Angehörigen von Terror- und Sabotagetrupps, zu denen grundsätzlich alle Fallschirmspringer rechnen, sind im Kampf niederzumachen. In Sonderfällen sind sie dem SD zu übergeben.“ Das Dokument ist unterschrieben von Wilhelm Keitel und trägt die Initialen von Walter Warlimont und Jodl.
Der Wehrmachtführungsstab schlug überdies am 22. Juli 1944 vor, den „Kommandobefehl“ auch auf die Angehörigen englischer, amerikanischer und sowjetischer Militärmissionen anzuwenden, die man in Jugoslawien bei Partisanenkämpfen gefasst hatte. Die Beratungen des OKW zu dieser Frage sind in einem von Warlimont unterzeichneten Dokument erhalten.

## Durchführung
Eine Übergabe an den SD zog die Exekution nach sich. So wurde 1943 vor der norwegischen Küste der Kutter eines Kommandounternehmens aufgebracht. Die entsprechende Meldung endet mit den Worten „Führerbefehl durch SD vollzogen“.
Weitere Dokumente, die im Nürnberger Prozess gegen die Hauptkriegsverbrecher vorgelegt wurden, weisen mehrere Fälle nach, bei denen Wehrmachtangehörige den Kommandobefehl befolgten. So wurden z. B. uniformierte britische Soldaten erschossen, die 1942 mit einem Schleppsegler in Norwegen eingedrungen waren.

## Aufhebung des Befehls
Der Kommandobefehl wurde im März oder April 1945, also ganz am Ende des Krieges, von Keitel widerrufen.
Vor Gericht fragte Oberst H. J. Phillimore den Zeugen Gerhard Wagner danach: „Sie dachten damals, dass Sie den Krieg verlieren würden und es besser wäre, den Kommandobefehl zurückzunehmen?“ Wagner antwortete daraufhin: „Es ist mir nicht bekannt, aus welchen Gründen das Oberkommando der Wehrmacht Befehle aufgehoben hat.“

## Hintergrund
Eine von der Sowjetunion geforderte Entlastung durch eine „Zweite Front“ im Westen lag 1942 noch in weiter Ferne. Die Alliierten verlegten sich auf begrenzte Störaktionen in den Küstengebieten von Griechenland bis Norwegen, bei denen Lastensegler oder U-Boote Kampfkommandos absetzten, um Flughäfen, Hafenanlagen, militärische Stützpunkte oder wehrwirtschaftliche Anlagen anzugreifen. Dabei spielten Schnelligkeit, Täuschung und Tarnung eine wichtige Rolle. Um rasch untertauchen und sich absetzen zu können, setzten die alliierten Kommandotrupps auch nächtliche Überraschungsangriffe mit Messern und gefährliche Fesselungen mit Knebeln ein.
Der Historiker Manfred Messerschmidt stellt den Kommandobefehl als eine Reaktion Hitlers auf die alliierte Probelandung bei Dieppe (19. August 1942) dar. In Dieppe waren britische Dokumente in deutsche Hände geraten. Deutsche Kriegsgefangene wurden gefesselt, was in einem britischen Einsatzbefehl angeordnet worden war.
Zum Teil berichteten deutsche Soldaten darüber, dass sie durch alliierte Soldaten so gefesselt wurden, dass bei der geringsten Bewegung die Selbsterdrosselung drohte. Ein britisches Handbuch empfahl, Kriegsgefangene nur in einem sinnvollen Maß überleben zu lassen. Janusz Piekałkiewicz führt als Anlass das britische Kommandounternehmen „Basalt“ am 4. Oktober 1942 auf der Kanalinsel Sark an. Vier deutschen Soldaten waren dort Handschellen angelegt worden. Beim Rückzug wurden sie getötet.
Der Einsatz von „Zerstörtrupps“ und Fallschirmspringern kam nicht überraschend. Bereits 1938 hatte das OKW Maßnahmen diskutiert, die im August 1940 zu einer Weisung führten, uniformierte feindliche Fallschirmjäger seien „völkerrechtlich als kämpfende Soldaten zu behandeln.“ Im Kommandobefehl wurden diese nun als „Terror- und Sabotagetrupps“ bezeichnet und ihnen der Kombattantenstatus pauschal und ohne kriegsgerichtliche Überprüfungsmöglichkeit aberkannt. Die Abwehr unter Wilhelm Canaris versuchte vergeblich, zumindest die regulär uniformierten Saboteure nicht als Freischärler einordnen zu lassen und somit in den Grenzen des Völkerrechts zu bleiben. Hitler lehnte mehrere Entwürfe ab, bei denen Jodl und Warlimont der Truppe noch geringe Interpretationsmöglichkeiten offen gehalten hatten, und formulierte selbst die Endfassung des Befehls.

## Verantwortlichkeiten

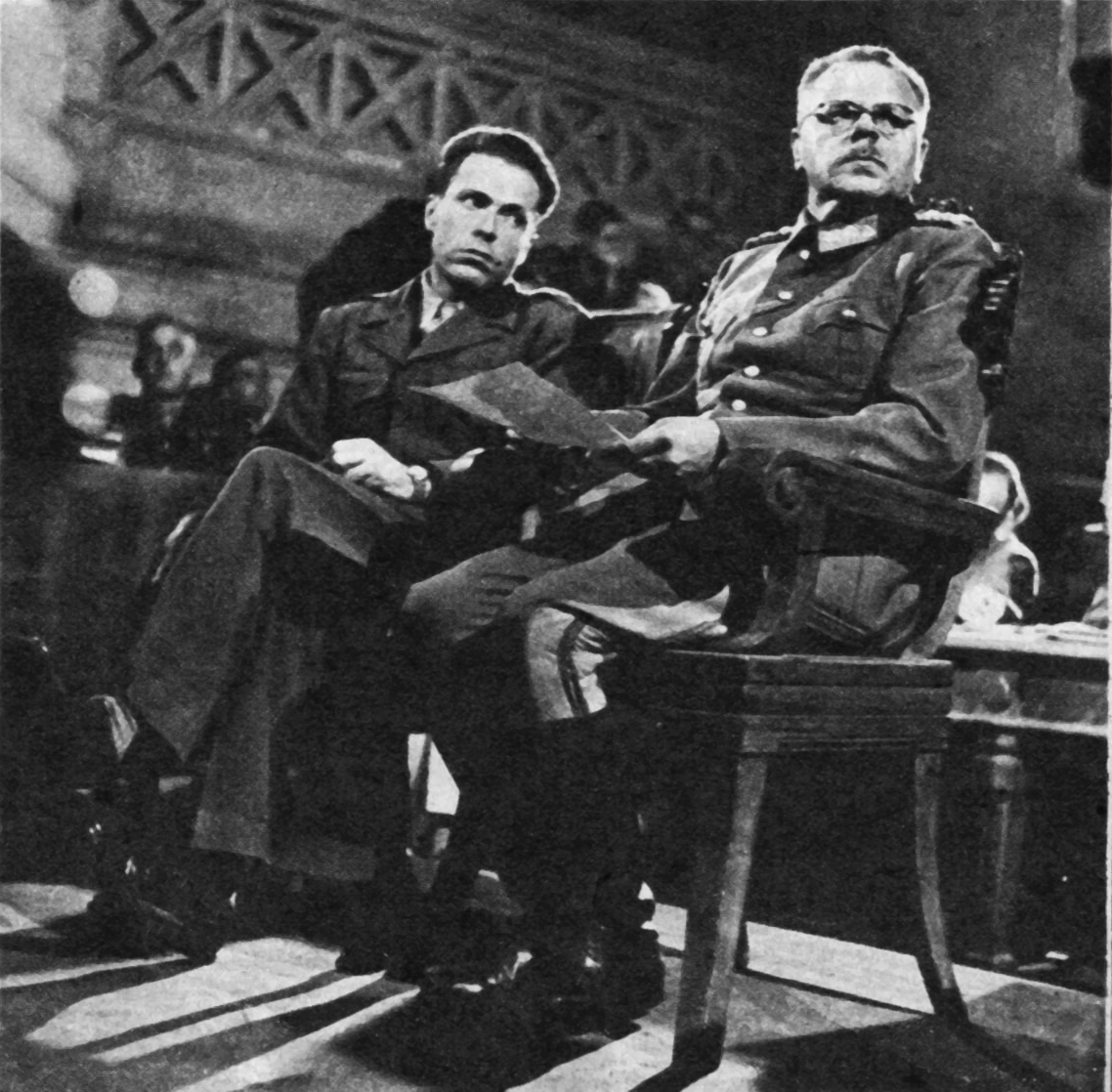
Prozess gegen Anton Dostler, Caserta, 1945

General Anton Dostler musste sich als erster deutscher Offizier vor einem Gericht in Caserta wegen seiner individuellen Rolle bei der Erschießung von Kommandoangehörigen verantworten und wurde am 12. Oktober 1945 zum Tode verurteilt.
Im Prozess gegen die Hauptkriegsverbrecher wurden die im Januar 1944 zusammengestellten Ergebnisse der deutschen Wehrmacht-Untersuchungsstelle referiert, die seit 1939 Völkerrechtsverletzungen des Gegners dokumentieren sollte. Nach Unterlagen des Reichssicherheitshauptamtes waren demnach in fünf Fällen britische Soldaten festgenommen und entsprechend dem Führerbefehl erschossen worden. Die Wehrmacht-Untersuchungsstelle kam zum Ergebnis: Bisher „konnten den ‚Commando’-Teilnehmern keine besonderen Völkerrechtsverletzungen nachgewiesen werden“.
Vor Gericht gab Keitel, der noch nach der alliierten Landung in der Normandie den Kommandobefehl bestätigt und ihn später auf die mit den Partisanen kämpfenden alliierten Verbände ausgeweitet hatte, bei seiner Verteidigung an, selbst zwar nicht an die Rechtmäßigkeit des Befehles geglaubt zu haben. Er behauptet jedoch, er habe Hitler von der Herausgabe nicht zurückhalten können.
Jodl behauptete, Hitler habe ihn aufgefordert, Entwürfe für den Ausführungsbefehl auszuarbeiten. Er habe dieses nicht getan; auch einen Entwurf, den sein Stab aus eigenem Antrieb verfasst hatte, habe er Hitler nicht vorgelegt. Vielmehr habe er Hitler sagen lassen, er sei außerstande, dem Verlangen nachzukommen. Hitler habe diese zwei Befehle selbst verfasst. Er, Jodl, habe diese Befehle nur im Geschäftsgang verteilt und den Erläuterungsbefehl an die Kommandeure lediglich mit einer besonderen Geheimhaltungsbestimmung versehen.
Gerd von Rundstedt erklärte: „Dem Kommandobefehl gegenüber haben wir militärischen Befehlshaber uns durchaus ablehnend eingestellt und ihn durch mündliche Besprechungen unserer Stäbe auch selbst unwirksam gemacht. Die Einstellung der militärischen Führer zu dem Kommandobefehl Hitlers war von vornherein derart ablehnend, dass Hitler diesen Befehl nicht nur persönlich verfassen musste, sondern er sah sich darüber hinaus auch gezwungen, ungewöhnlich harte Strafen für seine Nichtbefolgung anzudrohen.“
Demgegenüber stellte der Ankläger Telford Taylor heraus: „Nach deutschem Militärrecht macht sich ein Untergebener strafbar, wenn er den Befehl eines Vorgesetzten befolgt, falls der Untergebene weiß, dass der Befehl die Begehung eines allgemeinen oder militärischen Verbrechens verlangt. Der Kommandobefehl erforderte die Begehung eines Mordes, und jeder deutsche Offizier, der mit dem Befehl zu tun hatte, wusste dies ganz genau. Als Hitler den Erlass dieses Befehls angeordnet hat, war es den Spitzen der Wehrmacht bekannt, dass damit die Begehung von Morden gefordert wurde. Die Verantwortlichkeit für die Lösung dieser Frage lag durchaus bei der in der Anklageschrift bezeichneten Gruppe. Die Chefs der OKW, OKH, OKL und OKM hatten zu entscheiden, ob sie es ablehnen sollten, einen verbrecherischen Befehl zu erlassen oder aber, ob sie einen solchen den Oberbefehlshabern im Felde weiterleiten wollten. […] Es liegt kein Beweis dafür vor, dass auch nur ein einziges Mitglied der Gruppe offen protestiert oder seine Weigerung, den Befehl auszuführen, kundgegeben hat. Im Allgemeinen war das Ergebnis, dass der Befehl einem großen Teil der Wehrmacht bekanntgegeben wurde. Dies brachte die untergeordneten Kommandeure in dieselbe Lage wie ihre Vorgesetzten.“